# Procreate (programa)
Procreate es un programa de edición de gráficos rasterizados para pintura digital desarrollada y publicada por Savage Interactive para iOS y iPadOS . Fue lanzado en la App Store (iOS) en 2011.

## Versiones

### Procreate

La interfaz de Procreate muestra una obra de arte encargada por Ayan Nag

Actualmente, en la versión 5.2, Procreate para iPad fue inicialmente lanzado en 2011 por la empresa de Tasmania, Savage Interactive. Después de ganar un Apple Design Award en junio de 2013, Savage lanzó Procreate 2 para iOS 7, agregando la compatibilidad con archivos 4K, guardado automático contínuo así como pinceles personalizables.
En 2016, Procreate fue una de las diez aplicaciones para iPad más vendidas en la App Store. Estuvo entre las dos primeras en 2017, y se convirtió en la aplicación para iPad más vendida en 2018.
Con Procreate 5.2, los usuarios pueden pintar y agregar texturas a modelos 3D. La aplicación también permite a los usuarios volver a iluminar modelos 3D y exportarlos para procesarlos en un software 3D como Blender. También admite opciones de exportación con de Realidad Aumentada.

### Procreate Pocket
Con una interfaz simplificada, Procreate Pocket para iOS se lanzó en la App Store en diciembre de 2014. Originalmente incluía la mayoría de las herramientas que se encuentran en Procreate; sin embargo, a medida que Procreate acumulaba funciones adicionales debido a múltiples actualizaciones, en los años siguientes, Pocket fue quedando atrás.
En 2018, con Procreate Pocket 2.0, se le devolvió a la versión para iPhone la paridad de funciones con la versión para iPad. En diciembre de 2018, Procreate Pocket recibió el premio "Aplicación del año" de Apple.

## Usuarios notables
Entre los usuarios de Procreate se incluyen al dibujante de cómics y coeditor de DC Comics, Jim Lee, quien lo ha utilizado para dibujar a Batman y el Guasón . El artista plástico británico David Hockney creó una serie de pinturas de paisajes utilizando Procreate. Kyle Lambert, un artista de carteles notable por crear el cartel de Stranger Things en Procreate, también es conocido por su pintura viral de Procreate con los dedos de Morgan Freeman. El artista James Jean usa Procreate para el trabajo de carteles de películas, como con su cartel para Blade Runner 2049 . El director de arte de Ubisoft y Electronic Arts, Raphael Lacoste, utiliza Procreate para sus estudios. El artista conceptual Doug Chiang crea diseños de robots, vehículos y criaturas para Star Wars en Procreate. John Dyer, el paisajista inglés, usó Procreate como parte del proyecto "Last Chance to Paint", una asociación con Eden Project que envió a Dyer a quedarse con los Yaminawá en la selva amazónica, donde pintó la experiencia. El artista e ilustrador radicado en Los Ángeles Michael C. Hsiung utiliza Procreate para sus ediciones impresas "Digital Originals". Los artistas profesionales también han utilizado Procreate para crear los carteles de Stranger Things, Logan, y Blade Runner 2049,, así como varias portadas de The New Yorker . También ha sido adoptado por artistas plásticos, tatuadores, y creativos de Marvel Comics, DC Comics, Disney Animation y Pixar .